# Huize Ter Marse
Huize Ter Marse is een monumentale villa in de Nederlandse plaats Stadskanaal, gelegen aan de Ceresstraat naast de watertoren.

## Geschiedenis
Ter Marse werd in 1884 gebouwd in opdracht van de hereboer en vervener Harm Maarsingh en zijn echtgenote Jantina Arendina Meursing (dochter van  de glasfabrikant Meursing). In de gevelsteen aan de linkerzijde van het gebouw zijn hun initialen aangebracht. In 1910 werd het huis uitgebreid met een bordes en een nieuw voorhuis. Tijdens de Tweede Wereldoorlog was Ter Marse een trefpunt voor de NSB in het noorden van Nederland. Jb. Maarsingh, de zoon van het echtpaar Maarsing/Meursing, was de gemachtigde van den Leider Anton Mussert voor Noord-Nederland. Bij het overlijden van zijn weduwe Catharina Jantina Westerhuis in 1970 werd Ter Marse gelegateerd aan de gemeente Stadskanaal. Het kostte de gemeente vijf jaar om een passende bestemming voor het gebouw te vinden. Sinds 1975 is het streekhistorisch museum in het pand gehuisvest.

## Beschrijving

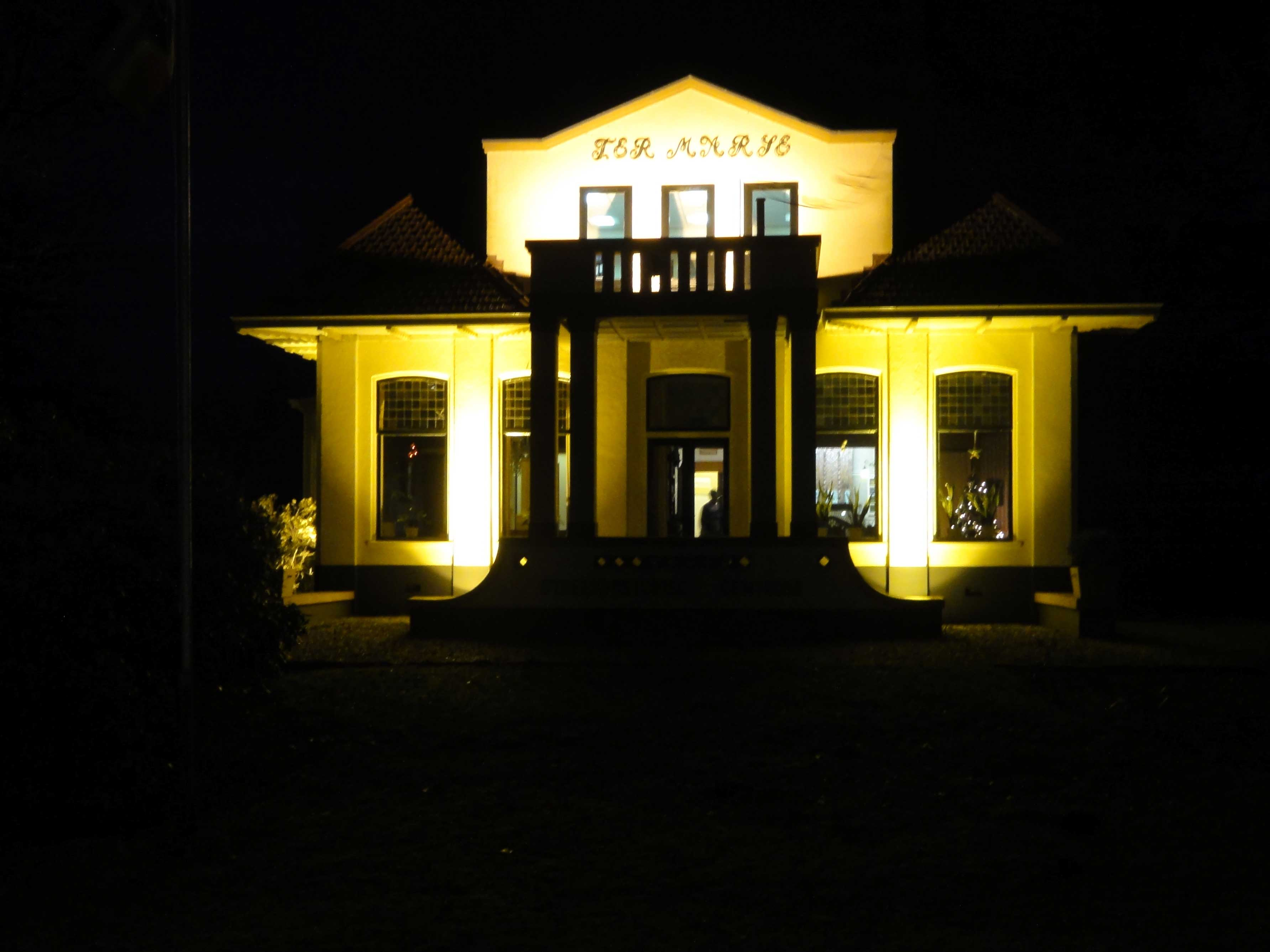
Ter Marse bij avond

Het gepleisterde huis is gebouwd op een rechthoekige plattegrond. De bouw vertoont kenmerken van de Um 1800-stijl. Midden in de voorzijde bevindt zich een bordes met stoep en dubbele openslaande deuren. Boven het bordes is een balkon, dat op vier zuilen rust. Het balkon heeft een deels opengewerkte borstwering. Drie deuren geven toegang tot de bovenverdieping. Op de beide uiteinden van het dak bevinden zich twee gepleisterde schoorstenen. De toegang tot het streekhistorisch museum bevindt zich aan de zuidzijde van het pand. Aan de noordzijde is een serre en aan de oostzijde is een achterhuis gebouwd. Huize Ter Marse werd in 2000 vanwege de architectuur- en cultuurhistorische waarde erkend als een rijksmonument. Ter Marse is een van de officiële trouwlocaties van de gemeente Stadskanaal.
De villa ligt naast de watertoren van Stadskanaal, een bouwwerk in de stijl van de Amsterdamse School, dat eveneens aangemerkt is als een rijksmonument. Het streekhistorisch museum stelde deze watertoren, tot de verkoop ervan in 2018, regelmatig open voor het publiek.